# Crazy in Love (Itzy-album)
Crazy in Love är det första studioalbumet av den sydkoreanska tjejgruppen Itzy, utgivet den 24 september 2021 av JYP Entertainment. Det innehåller sexton spår, däribland ledsingeln "Loco".

## Bakgrund och utgivning
Den 13 april 2021 tillkännagav JYP Entertainment att Itzy skulle ge ut deras första studioalbum Crazy in Love den 24 september. Den 31 augusti publicerades ett marknadsföringsschema för deras comeback. Den 6 september lanserades en inledningstrailer. Dagen därpå publicerades en gruppbild för singeln "Loco". Den 10 september avslöjades låtlistan till albumet. Den 20 september lanserades ytterligare en videotrailer för albumet. Den 21 september annonserades musikvideon till låten "Swipe" med ett kort förhandsvisningsklipp. Dagen därpå annonserades även musikvideon till "Loco".

## Komposition
Crazy in Love består av sexton spår. Ledsingeln "Loco" har beskrivits som en låt som "uttrycker den starka attraktionen som första gången upplevdes i Generation Z-stil". "Swipe" beskrevs som en låt som "sänder ut ett varningsmeddelande till personen som går över gränsen" med "808-trumslag, tung bas och melodisk rap" som "flödar över retroklarinetten". "Sooo Lucky" är en poplåt med ett "funkigt gitarrsound" och "cool bas". Sångtexten skildras som "ett mirakel att du och jag, bland miljarder människor, blev förälskade". "#Twenty" är en hiphop-låt som handlar om "ivern och rastlösheten av att just ha fyllt 20". Texten till "Gas Me Up" har tolkats som "nervositeten precis innan man går upp på scen men att tro på sig själv att man kommer göra bra ifrån sig och återvända". "Love Is" är en modern poplåt med ett "imponerande meddelande" som beskriver "kärlek växer sig lite mer komplicerad och svår med känslomässig kärlek". "Chillin' Chillin" beskrevs som en låt om hur "spännande det är att resa iväg från vardagslivet". "Mirror" beskrevs som en låt som "maximerade sin charm" med ett "varmt budskap om att [Jag redan är tillräckligt bra som jag är]" ackompanjerad av medlemmarnas stämningsfulla röster.

## Mottagande
Tanu I. Raj från NME menade att Crazy in Love var en "besvikelse" jämfört med Itzys tidigare verk. Benson Ang från The Straits Times gav albumet betyget 4/5 med komplimanger över dess "catchiga" och "energiska" låtar.

## Låtlista
| Nr           | Titel                                                   | Text                              | Musik | Arrangemang                                             | Längd |
| ------------ | ------------------------------------------------------- | --------------------------------- | --- | ------------------------------------------------------- | ----- |
| 1.           | Loco                                                    | Star Wars (Galactika)             | Star Wars (Galactika), Atenna (Galactika), Woo Bin (Galactika)                                                                          | Team Galactika                                          | 3:11  |
| 2.           | Swipe                                                   | Jo Yoon-kyung                     | Ludvig Lindell, Josefin Glenmark, Oneye                                                                                                 | Ludvig Lindell                                          | 2:57  |
| 3.           | Sooo Lucky                                              | Shim Eun-ji                       | Shim Eun-ji, Lee Min-young (EastWest), Yeul (1by1)                                                                                      | Lee Min-young (EastWest), Yeul (1by1), Shim Eun-ji      | 3:22  |
| 4.           | #Twenty                                                 | Baek Geum-min (JamFactory)        | Earattack, Charles "Chizzy" Stephens, Chan's, Eniac, Patricia K, Kim Bo-mi, April Bender                                                | Earattack, Charles "Chizzy" Stephens, Chan's            | 2:54  |
| 5.           | B[oo]m-Boxx                                             | Jo In-ho (lalala studio)          | Ian Asher | Ian Asher                                               | 3:13  |
| 6.           | Gas Me Up                                               | Vacation                          | 250, Ylva Dimberg | 250                                                     | 2:29  |
| 7.           | Love Is                                                 | Choi Ji-yoon (153/Joombas)        | Harold Philippon, Kim Yeon-seo, Anne Judith Stokke Wik, Ronny Svendsen                                                                  | Alawn                                                   | 3:27  |
| 8.           | Chillin' Chillin'                                       | Yoon Ye-ji                        | Young Chance, Shorelle, David Anthony Eames                                                                                             | Bangkok                                                 | 3:26  |
| 9.           | Mirror                                                  | Jo Yoon-kyung                     | Sebastian Thott, Rosanna Enér | Sebastian Thott                                         | 4:18  |
| 10.          | Loco (English version)                                  | Star Wars (Galactika), Sophia Pae | Star Wars (Galactika), Atenna (Galactika), Woo Bin (Galactika)                                                                          | Team Galactika                                          | 3:11  |
| 11.          | Dalla Dalla (달라달라; instrumental)                    |                                   | Star Wars (Galactika), Atenna (Galactika)                                                                                               | Team Galactika                                          | 3:19  |
| 12.          | Icy (instrumental)                                      |                                   | J.Y. Park "The Asiansoul", Cazzi Opeia, Ellen Berg Tollbom, Daniel Caesar, Ludwig Lindell, Ashley Alisha, Cameron Neilson, Lauren Dyson | J.Y. Park "The Asiansoul", Lee Hae-seul                 | 3:11  |
| 13.          | Wannabe (instrumental)                                  |                                   | Star Wars (Galactika), Woo Bin (Galactika)                                                                                              | Team Galactika                                          | 3:11  |
| 14.          | Not Shy (instrumental)                                  |                                   | Kobee, Charlotte Wilson | Kobee, Earattack, J.Y. Park "The Asiansoul"             | 2:57  |
| 15.          | In the Morning (마.피.아. In the morning; instrumental) |                                   | Lyre, J.Y. Park "The Asiansoul", Earattack, Kass, Lee Hae-sol                                                                           | Lyre, J.Y. Park "The Asiansoul", Lee Hae-sol, Earattack | 2:52  |
| 16.          | Loco (instrumental)                                     |                                   | Star Wars (Galactika), Atenna (Galactika), Woo Bin (Galactika)                                                                          | Team Galactika                                          | 3:11  |
| Total längd: | Total längd:                                            | Total längd:                      | Total längd: | Total längd:                                            | 51:09 |

## Medverkande
Information från Melon.
Studio

- JYPE Studios – inspelning, digital redigering, ljudmix (spår 1–10)
- GALACTIKA Studios – inspelning, digital redigering (spår 1 och 10)
- Vibe Music Studio 606 – digital redigering (spår 5)
- Canton House Studios – ljudmix (spår 1 och 10)
- GLAB Studios – ljudmix (spår 3)
- JoeLab – mixing (spår 8)
- Sterling Sound – mastering (spår 1 och 10)
- 821 Sound Mastering – mastering (spår 2–9)

Personal

- Itzy – sång, backgroundssång
- Star Wars (Galactika) – sångtext, komposition, inspelning (spår 1 och 10)
- Jo Yoon-kyung – sångtext (spår 2 och 9)
- Shim Eun-ji – sångtext, komposition, arrangemang, sångcoach (spår 3)
- Baek Geum-min (JamFactory) – sångtext (spår 4)
- Jo In-ho (lalala studio) – sångtext (spår 5)
- Vacation – sångtext (spår 6)
- Choi Ji-yoon (153/Joombas) – sångtext (spår 7)
- Yoon Ye-ji – sångtext (spår 8)
- Earattack – sångtext, komposition, arrangemang, instrument (spår 4)
- Sophia Pae – sångtext (spår 10), backgroundssång (spår 1, 5, och 9–10), sångcoach (spår 5 och 9–10)
- Athena (Galactika) – komposition, synthesizer, keyboard, bas, digital redigering (spår 1 och 10)
- Woo Bin (Galactika) – komposition, synthesizer, keyboard, bas (spår 1 och 10)
- Ludwig Lindell – komposition, arrangemang, programmering (spår 2)
- Josefin Glenmark – komposition, backgroundssång (spår 2)
- Oneye – komposition (spår 2)
- Lee Min-young (EastWest) – komposition, arrangemang, sångcoach, programmering, bas, trummor (spår 3)
- Yeul (1by1) – komposition, arrangemang, programmering, piano, bass, drum (spår 3)
- Charles "Chizzy" Stephens – komposition, arrangemang, instrument (spår 4)
- Chan's – komposition, arrangemang, instrument (spår 4)
- Eniac – komposition (spår 4)
- Patricia K – komposition (spår 4)
- Kim Bo-mi – komposition (spår 4)
- April Bender – komposition (spår 4)
- Team Galactika – arrangemang (spår 1 och 10)
- Ian Asher – komposition, arrangemang, programmering, instrument (spår 5)
- Anne Judith Stokke Wik – komposition (spår 5 och 7)
- Nermin Harambašić – komposition (spår 5)
- Ronny Svendsen – komposition (spår 5 och 7)
- 250 – komposition, arrangemang, sångcoach, programmering, instrument (spår 6)
- Ylva Dimberg – komposition (spår 6)
- Harold Philippon – komposition (spår 7)
- Kim Yeon-seo – komposition, bakgrundssång, sångcoach (spår 7)
- Young Chance – komposition, sångcoach, digital redigering (spår 8)
- Shorelle – komposition, sångcoach (spår 8)
- David Anthony Eames – komposition (spår 8)
- Sebastian Thott – komposition, arrangemang, programmering, instrument (spår 9)
- Rosanna Enér – komposition (spår 9)
- Alawn – arrangemang, programmering, ljudmix, bas, synthesizer, trummor (spår 7)
- Bangkok – arrangemang, programmering, instrument (spår 8)
- Ra.L – bakgrundssång (spår 2 och 4)
- Friday (Galactika) – bakgrundssång, sångcoach (spår 1 och 10)
- e.NA (Galactika) – bakgrundssång (spår 1 och 10)
- OGI (Galactika) – bakgrundssång (spår 1 och 10)
- Aiden – bakgrundssång (spår 1 och 10)
- Yi Da-eun – bakgrundssång (spår 3)
- Sound Kim – bakgrundssång (spår 8)
- Earattack – inspelning, sångcoach (spår 2 och 4)
- Um Se-hee – inspelning, digital redigering, (spår 1–3, 5, och 10)
- Park Eun-jung – inspelning (spår 1, 8, och 10)
- Yi Sang-yeop – inspelning (spår 2 och 6)
- Gu Hye-jin – inspelning (spår 3–5, 7–9)
- Choi Hye-jin – inspelning (spår 7)
- Jeong Yu-ra – digital redigering (spår 2 och 4)
- Jiyoung Shin NYC – digital redigering (spår 3)
- Jeong Mo-yeon – digital redigering (spår 5 och 9)
- Yue – digital redigering (spår 6–7)
- Kang Sun-young – digital redigering (spår 8)
- Jaycen Joshua – ljudmix (spår 1 och 10)
- Jacob Richards – ljudmix (assistent) (spår 1 och 10)
- Mike Seaberg – ljudmix (assistent) (spår 1 och 10)
- DJ Riggins – ljudmix (assistent) (spår 1 och 10)
- Im Hong-jin – ljudmix (spår 2 och 9)
- Shin Bong-won – ljudmix (spår 3)
- Lee Tae-seop – ljudmix (spår 4)
- Park Eun-jung – ljudmix (spår 5)
- MasterKey – ljudmix (spår 6)
- Uncle Jo – ljudmix (spår 8)
- Kang Dong-ho – ljudmix (assistent) (spår 8)
- Chris Gehringer – mastering (spår 1 och 10)
- Kwon Nam Woo – mastering (spår 2–9)
- Chang (Galactika) – trummor, synthesizer, keyboard, bas (spår 1 och 10)
- Park Cella Kim – gitarr (spår 1 och 10)
- Jeong Su-wan – gitarr (spår 3)

## Listplaceringar
| Lista (2021–22)                      | Högsta placering |
| ------------------------------------ | ---------------- |
| Belgien (Ultratop Flandern)          | 26               |
| Belgien (Ultratop Vallonien)         | 41               |
| Finland (Finlands officiella lista)  | 21               |
| Japan (Oricon)                       | 8                |
| Japan Hot Albums (Billboard Japan)   | 34               |
| Ungern (Mahasz)                      | 13               |
| USA Billboard 200                    | 11               |
| USA Independent Albums (Billboard)   | 1                |
| USA World Albums (Billboard)         | 1                |
| Storbritannien Album Downloads (OCC) | 39               |
| Sydkorea (Gaon)                      | 1                |